# Cynorkis quinqueloba
Cynorkis quinqueloba är en orkidéart som beskrevs av Joseph Marie Henry Alfred Perrier de la Bâthie och Johan Hermans. Cynorkis quinqueloba ingår i släktet Cynorkis, och familjen orkidéer. Inga underarter finns listade i Catalogue of Life.